# For Your Eyes Only

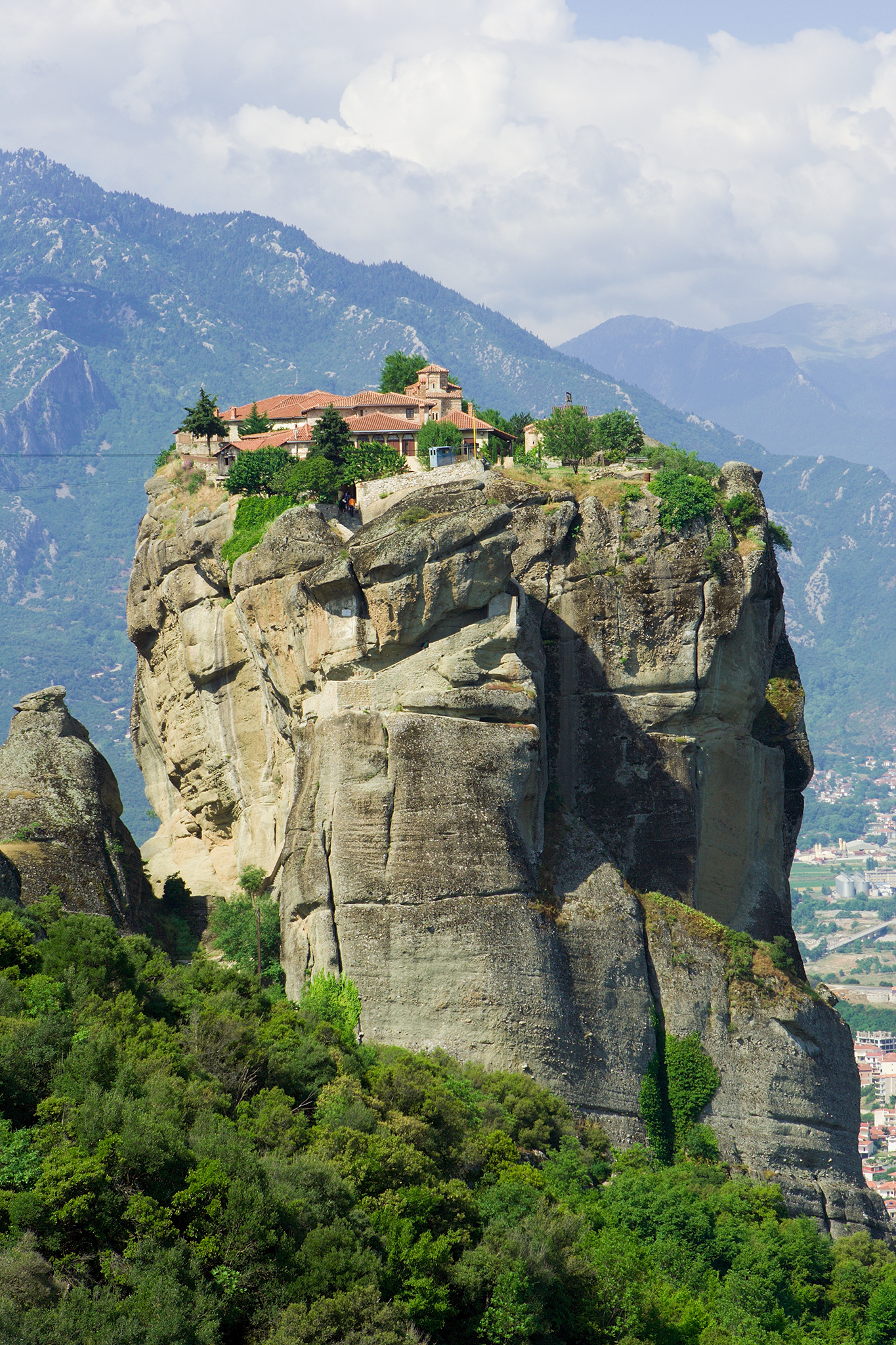
El clímax del film se rodó en el monasterio griego de Meteora

For Your Eyes Only (Solo para tus ojos en México, Argentina y en el resto de Hispanoamérica y Sólo para sus ojos en España) es la duodécima película de la saga de James Bond y la quinta con Roger Moore encarnando al personaje. Se filmó en 1980, aunque estaba prevista para 1979. Es la primera película dirigida por John Glen, quien había trabajado como editor y director de segunda unidad en otras tres películas Bond.
El guion de Richard Maibaum y Michael G. Wilson toma personajes y combina elementos de dos cuentos de la recopilación de relatos Sólo para tus ojos de Ian Fleming: el cuento que da título al libro y Risico.
En la trama, Bond intenta ubicar un sistema de comando de misiles y queda enredado en la rivalidad de dos empresarios griegos junto a Melina Havelock, una mujer que busca vengar el asesinato de sus padres. Algunos elementos de la historia fueron inspirados por las novelas de Vive y deja morir, Goldfinger y Al servicio secreto de su Majestad.
Solo para sus ojos contó con un presupuesto de 28 millones de dólares y fue estrenada el 24 de junio de 1981.
Aunque fue recibida con críticas ambivalentes, la cinta fue un éxito de taquilla, pues generó $195,3 millones en todo el mundo. Esta fue la última película de Bond en ser distribuida únicamente por United Artists; el estudio se fusionó con Metro-Goldwyn-Mayer poco después de su lanzamiento.

## Sinopsis
En la secuencia pre-créditos se muestra a James Bond (Roger Moore), quien visita la tumba de su esposa, Tracy. Posteriormente va en un helicóptero del MI6 donde luego se muestra a Ernst Stavro Blofeld (John Hollis) intentado atentar contra la vida de Bond controlando por control remoto el helicóptero del agente, pero este consigue hacerse con el control del helicóptero y luego da muerte a Blofeld empalando la silla de ruedas del asesino con el helicóptero y arrojándolo por una chimenea industrial. 
El pesquero Saint-George con el dispositivo A.T.A.C. (usado para manejar los submarinos nucleares británicos) se hunde frente a las costas de Albania al tropezar con una mina marina y el A.T.A.C. no puede ser destruido a tiempo. Al rato, el ministro de Defensa, Sir Frederick Gray (Geoffrey Keen), es alertado de la situación por dos ayudantes a la vez que hay una enorme profundidad donde el Saint-George se ha hundido. Por otra parte en el Kremlin el General Gogol (Walter Gotell) también se entera confesando seguir el barco espía y decide llamar a su contacto para comprar el A.T.A.C.. Por su parte Melina Havelock (Carole Bouquet) llega al Triana, el barco de sus padres sir Timothy e Iona Havelock (Jack Hedley y Toby Robins), tras un largo viaje acompañada de su piloto personal Héctor Gonzáles (Stefan Kalipha), cuando Melina entraba al barco y seguidamente Gonzáles mata a los Havelock, Melina jura venganza. 
Más tarde, Bill Tanner (James Villiers) y sir Frederick Gray, que se encuentran en la oficina de M (quien estaba de permiso) comunican la misión a Bond debido a que no pueden hacer un rescate oficial del A.T.A.C., Tanner poco antes había dado la misión a los Havelock para recuperar el dispositivo antes de caer en manos equivocadas y al mismo tiempo le dicen que Gonzáles, el asesino de los Havelock se encuentra en España. Tras dirigirse al lugar de descanso de Gonzáles a las afueras Madrid, Bond observa que un hombre le da dinero por haber asesinado a los Havelock pero inmediatamente es capturado por los sicarios de Gonzáles, y consigue escapar cuando Melina mata a Gonzáles en el momento en el que se lanza a la piscina y Bond golpea a sicarios de Gonzáles y ambos huyen en el coche de Melina, ya que los sicarios habían activado la autodestrucción del de Bond, logrando paulatinamente evadir a los asesinos. Vanamente Bond trata de hacer desistir de su venganza a Melina, con ello para que no interfiriera en su misión. Posteriormente Bond recibe un regaño de Tanner por la intervención de Melina aunque Bond en su informe menciona al hombre misterioso quien presuntamente había pagado el asesinato de los Havelock y luego lo descubre conjuntamente con Q en el identigrafo; es un asesino llamado Emile Leopold Loque (Michael Gothard). Más tarde Tanner le pide a Bond que continúe la misión y que evitase que Melina no se involucrara en el asunto.
Bond va a a Cortina d'Ampezzo para posteriormente encontrarse con Luigi Ferrara (John Moreno), contacto del MI6 en los alpes italianos y este presenta a Bond frente a Aristotle Kristatos (Julian Glover), un magnate de los barcos quien le dice que Milos Columbo alias "La Paloma" está detrás de la muerte de los Havelock teniendo como secuaz a Loque. Kristatos les cuenta que el y Columbo habían sido líderes de la resistencia griega en la Segunda Guerra Mundial y que ambos habían sido condecorados por sus acciones contra los nazis y que habían sido amigos pero terminaron enemistándose y que Columbo se dedicaba al contrabando, trata de blancas, y narcotráfico. Kistatos les presenta a Bibi Dahl (Lynn-Holly Johnson), patinadora artística patrocinada por Kristatos y entrenada por Jacoba Brink (Jill Bennett), campeona de patinaje. Bibi se enamora de Bond y le pide a Kristatos que Bond la acompañase a esquiar. Al rato mientras Ferrara buscaba información, Bond descubre a Melina comprando una nueva ballesta y ambos salen ilesos de un intento de asesinato por hombres de Loque luego que Bond los neutralizara. Bond convence a Melina para involucrarse en el asunto diciendo que vengarse no le ayudaría, ya que sus padres murieron cumpliendo un deber, y le pide verse con él en Corfú mientras continúa su investigación en Cortina. Esa noche en el hotel donde se hospedaba, Bond se encuentra con Bibi que lo intenta seducir pero se resiste a pesar del encanto y belleza de la patinadora. Posteriormente después de esquiar, Bibi y Bond ven a un tirador alemán de talla internacional de Alemania Occidental; Erich Kriegler (John Wyman). Bond sigue a Kriegler después de que este se reuniese con Loque y descubre que es un asesino al servicio del mismo y escapa milagrosamente de ser asesinado por Kriegler. Bond para ocultarse va a una pista de esquí olímpico seguido de Loque donde logra evitarlo junto con otro matón y Kriegler hasta una pista de bobsleigh y escapa ileso luego de evadirlo a él y a varios matones y de neutralizar su rifle. Bond luego se encuentra con Bibi quien le cuenta varias cosas de Kriegler entre esas que era desertor de Alemania Oriental e inmediatamente cuando Bibi se ausenta con Brick enfrenta a varios jugadores de hockey que tratan de matarlo y al salir ve que Ferrara había sido asesinado por Loque dentro de su coche por órdenes de Columbo. 
Bond luego va a Grecia donde se reencuentra con Melina y luego de comprar provisiones ambos van a un balcón a donde sir Timothy Havelock, el padre de Melina, frecuentaba y Bond le pide buscar en el Triana para buscar información pero ella se siente incapaz aun en el dolor de la muerte de sus padres. Esa misma noche Bond acude a encontrarse con Kristatos en un casino donde gana dinero en el Bacará y al encontrarse con aquel se dirigen a cenar y Kristatos cree que Bond es agente antidrogas. Kristatos le muestra a Bond a Columbo (Chaim Topol) indirectamente junto con la condesa Lisl von Schlaf (Cassandra Harris). Columbo hace que los meseros cambien la vela de la mesa donde teniendo una grabadora oye la conversación de Bond y Kristatos, Columbo al llegar a la mesa con la condesa que simula pelearse con el hombre por hacerle una propuesta indecente. La condesa Lisl sale con Bond quien se hace pasar por novelista y pasa la noche con él. A la mañana siguiente caminaban por la playa hasta ser atacados por Loque, que asesina a la condensa atropellándola con su coche luego de que Bond neutralizara otro sicario. Tras huir Loque (quien trata de matar a Bond), varios hombres con la insignia de Columbo secuestran a Bond y lo llevan con su jefe. Este le recibe de manera más cordial que Kristatos mostrándole la grabación del restaurante sabiendo que es agente británico y le dice a Bond que a quien busca es a Kristatos ya que Columbo se dedica a negocios lícitos y que Kristatos tiene relaciones importantes además de negocios con los rusos y además un traidor durante la resistencia aunque premiado con la medalla de honor británica a la vez que además de odiar a Columbo es una piedra en su zapato. Bond duda un poco de sus palabras y Columbo se lo puede demostrar yendo al almacén que tiene Kristatos en Albania además de garantizarle su pronta amistad. Ambos acuden este almacén donde Kristatos traficaba opio y Loque supervisaba el envío, una vez ahí se desencadena una batalla en la que varios sicarios de Loque caen ante los de Columbo. El almacén es destruido por Loque quien se da a la fuga en su coche y Bond logra interceptarlo hiriéndolo en un brazo y seguidamente mata a Loque tirándolo de un risco en venganza por la condesa y Ferrara.
Bond y Melina se encuentran en una antigua ruina griega en el mar y luego al barco donde Bond le confirma que Kristatos había ordenado asesinar a sir Timothy quien sabía con exactitud donde se había hundido en Saint George, la bitácora de Havelock estando codificada Melina lee viendo que sir Timothy había visto desde su submarino Neptuno la exploración de Kristatos y un naufragio; informe incompleto dado que ese día había sido asesinado. Con la información Bond y Melina van a buscar el A.T.A.C. con un equipo especial de buceo para muy bajas profundidades, luego encuentran el Saint George donde usando el equipo especial tendrían que tardarse 8 minutos, por su parte Kristatos acompañado de Kriegler y otros sicarios se percatan de la presencia de Melina y Bond en las profundidades. Con dificultad Bond y Melina logran obtenerlo y desactivar el sistema de autodestrucción, pero al salir se encuentran con un sicario de Kristatos también vestido de buzo y Bond logra huir con Melina del Saint George poniendo además en el sicario el sistema de autodestrucción matando al sicario. Una vez en el submarino ambos tratan de subir pero son atacados por un submarino de Kristatos el cual es neutralizado por Bond y cuando se suben al barco de Melina los hombres de Kristatos toman el barco y cogen el A.T.A.C. y hieren a Melina. Kriegler insiste en entregar pronto el dispositivo pero Kristatos evitando aceptar el doble pago de Bond decide reunirse con su cliente en Sant Cyrilos. Los sicarios de Kristatos amarran a Bond y a Melina juntos siendo igualmente remolcados por el bote del villano en peligro de morir devorados por un tiburón, Bond logra cortar la soga salvando a Melina y evitando ser atropellados por el bote de Kristatos. Una vez en el Triana Bond y Melina se enteran por medio de Max, el perico de los Havelock, que Kristatos estaría en Sant Cyrilos.
Más tarde Bond se comunica con Q en una iglesia y le dice que han encontrado 447 Sant Cyrilos en Grecia ya que ello dificultaría la búsqueda de Kristatos y después Bond le dice que ya sabe quién está de su lado. Bond logra encontrar el escondite Sant Cyrilos (un antiguo monasterio) gracias a Columbo quien junto con Melina y varios hombres se dirigen al escondite de Kristatos y Columbo le dice que el lugar era su escondite en la resistencia y para acceder tendría que escalar hasta llegar a una casa que tenía un ascensor para llegar a la montaña. Kristatos pide a Bibi y a Brink acompañarlo a Cuba a lo que ambas se oponen. Bond al escalar la montaña estuvo casi a punto de morir por Apostis (Jack Klaff), uno de los matones de Kristatos pero Bond con dificultad lo hiere mortalmente y Apostis cae de la montaña y llega a la casa logrando la entrada de los demás. Tras neutralizar a varios sicarios ayuda a subir a sus aliados. Mientras Bibi decide huir con Brink, ambas se dan cuenta de los planes de Kristatos de vender el A.T.A.C. al KGB e intenta huir con Bibi, pero el villano logra detenerlas a ambas. Brink logra llevar a Bond y a los demás deteniendo a varios sicarios de Kristatos en sus dormitorios mientras que un helicóptero de la KGB se acerca a Sant Cyrilos. Al instante se desata una lucha entre los sicarios de Kristatos y Bond junto con sus aliados, Bond se enfrenta a Kriegler y le da muerte arrojándolo de la montaña. Kristatos se da a la fuga siendo perseguido por Bond, Columbo y Melina, Bond logra hacerse con el A.T.A.C. Y junto con Melina logran cercar a Kristatos, pero cuando Melina planeaba darle su golpe de gracia con su ballesta, Columbo quien estaba levemente herido logra matarlo lanzándole una daga y Bibi tras curarlo logra que Columbo sea su nuevo patrocinador. Cuando llega el General Gogol para reclamar el dispositivo, 007 destruye el A.T.A.C. arrojándolo de la montaña quedando el gobierno británico y soviético con las manos vacías a lo que Gogol responde riéndose y abandonando e lugar.
Tanner, sir Frederick y Q planean felicitar a James junto con la primera ministra Margaret Thatcher (Janet Brown), Bond usa a Max para que hable por él mientras tiene con Melina un momento de romance y para nadar juntos en el mar.

## Reparto
- Roger Moore como James Bond.
- Carole Bouquet como Melina Havelock.
- Julian Glover como Aristotle Kristatos.
- Chaim Topol como Milos Columbo.
- Desmond Llewelyn como Q.
- Cassandra Harris como Condesa Lisl von Schlaf.
- Lois Maxwell como Miss Moneypenny.
- Michael Gothard como Emile Leopold Locque.
- James Villiers como Bill Tanner
- Walter Gotell como General Anatol Gogol
- Geoffrey Keen como Sir Fredrick Gray (ministro de Defensa)
- John Hollis como Ernst Stavro Blofeld, voz de Robert Rietty (ambas sin acreditar)

## Producción
Después de Moonraker, orientada a la ciencia ficción, los productores querían volver al estilo de las primeras películas de la serie y los libros de Fleming. Solo para sus ojos tuvo un planteamiento más realista y descarnado, con un tema narrativo inusualmente fuerte sobre la venganza y sus consecuencias. Los lugares de rodaje fueron Grecia, Italia e Inglaterra, con material submarino rodado en las Bahamas.

## Presupuesto
Esta película fue financiada con un presupuesto de 28,5 millones de dólares, en esta película se ve una reducción de costes. En esta película hay menos tecnología que en otras películas de la serie Bond y hay más herramientas no tecnológicas como por ejemplo la que utiliza Bond para escalar la montaña donde está el refugio de Kristatos.